# Simon Rainer
Simon Rainer (* 3. Oktober 1862 in Gösseling; † 21. November 1916 in Schöttlhof) war ein österreichischer Gutsbesitzer und Politiker.

## Leben
Rainer war der Sohn des Besitzers der Wirths- und der Gröblacher-Realität in Gösseling Simon Rainer und dessen Ehefrau Aloisia geb. Beiweis (* 11. Juni 1835; † 5. Oktober 1905). Er war römisch-katholisch und heiratete am 21. Februar 1887 Maria Greiner (* 2. August 1861; † 16. März 1938). Aus der Ehe gingen keine Kinder hervor.
Rainer war Landwirt und Besitzer des Gutes Schöttlhof. 1899 erwarb er das Gut Gasselhof. Er war seit 1893 Gemeinderat und seit 1903 Bürgermeister in der Gemeinde Krasta, heute Kappel am Krappfeld. Vom 26. Januar 1897 bis zu seiner Mandatsniederlegung wegen Geschäftsüberbürdung am 23. Dezember 1898 war er Abgeordneter im Kärntner Landtag. Im Landtag war er Mitglied des land- und volkswirtschaftlichen und des Revisionsausschusses und gehörte dem Klub DVP an.